# 찰스 셀런

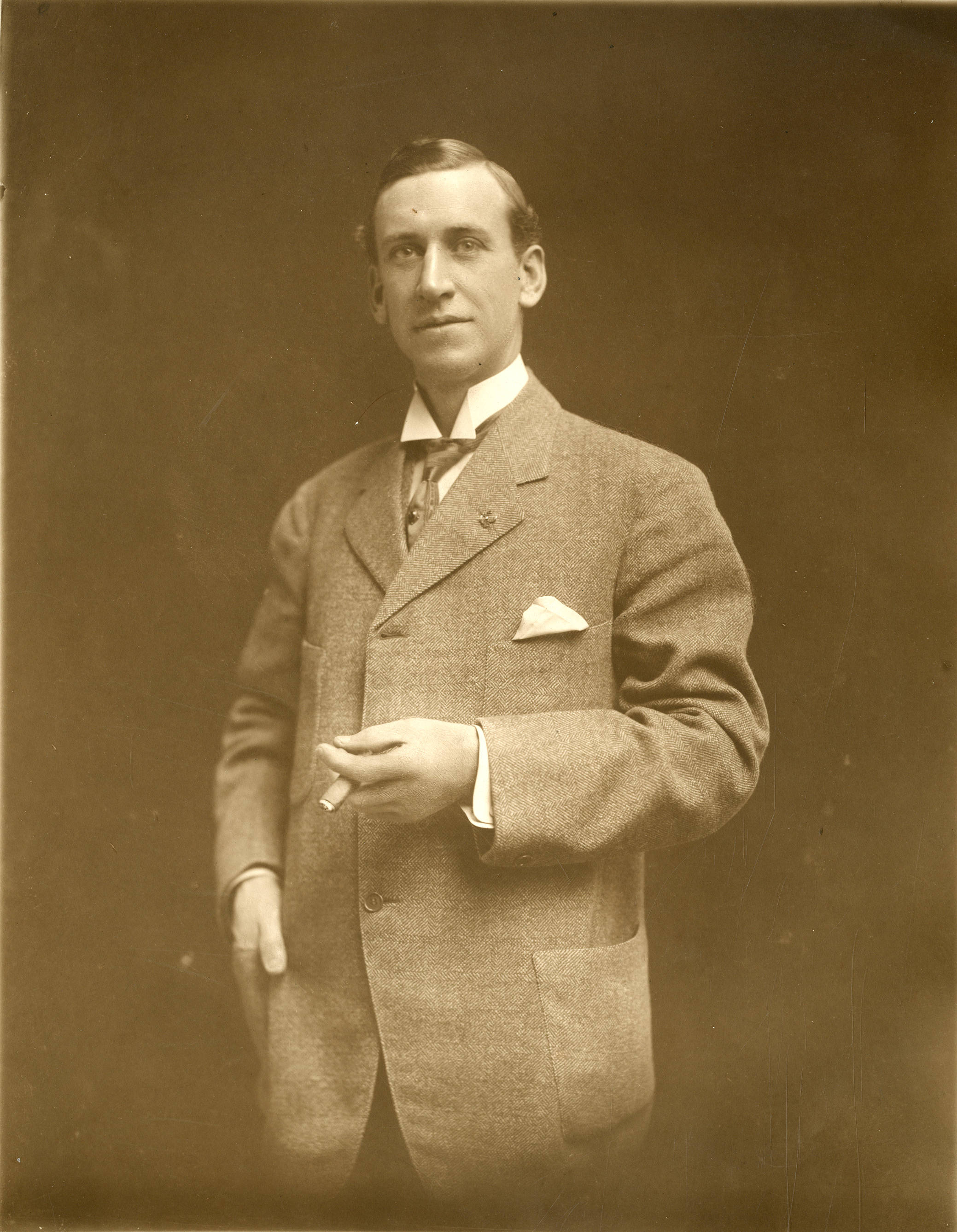

찰스 셀런(Charles Sellon, 1870년 8월 24일 ~ 1937년 6월 26일)은 미국의 배우, 연극 배우, 영화배우이다.
보스턴에서 태어났다.

## 영화
- 명랑한 사기 (1935년)
- 브라이트 아이즈 (1934년)
- 이것이 선물 (1934년)
- 베이비 페이스 (1933년)
- 더 치프 (1933년)
- 홀드 유어 맨 (1933년)
- 나는 탈옥수 (1932년)
- 언더 어 텍사스 문 (1930년)
- 레츠 고 네이티브 (1930년)
- 톰 소여 (1930년)
- 핫 스터프 (1929년)
- 베가본드 러버 (1929년)